# Waiotapu Thermal Wonderland

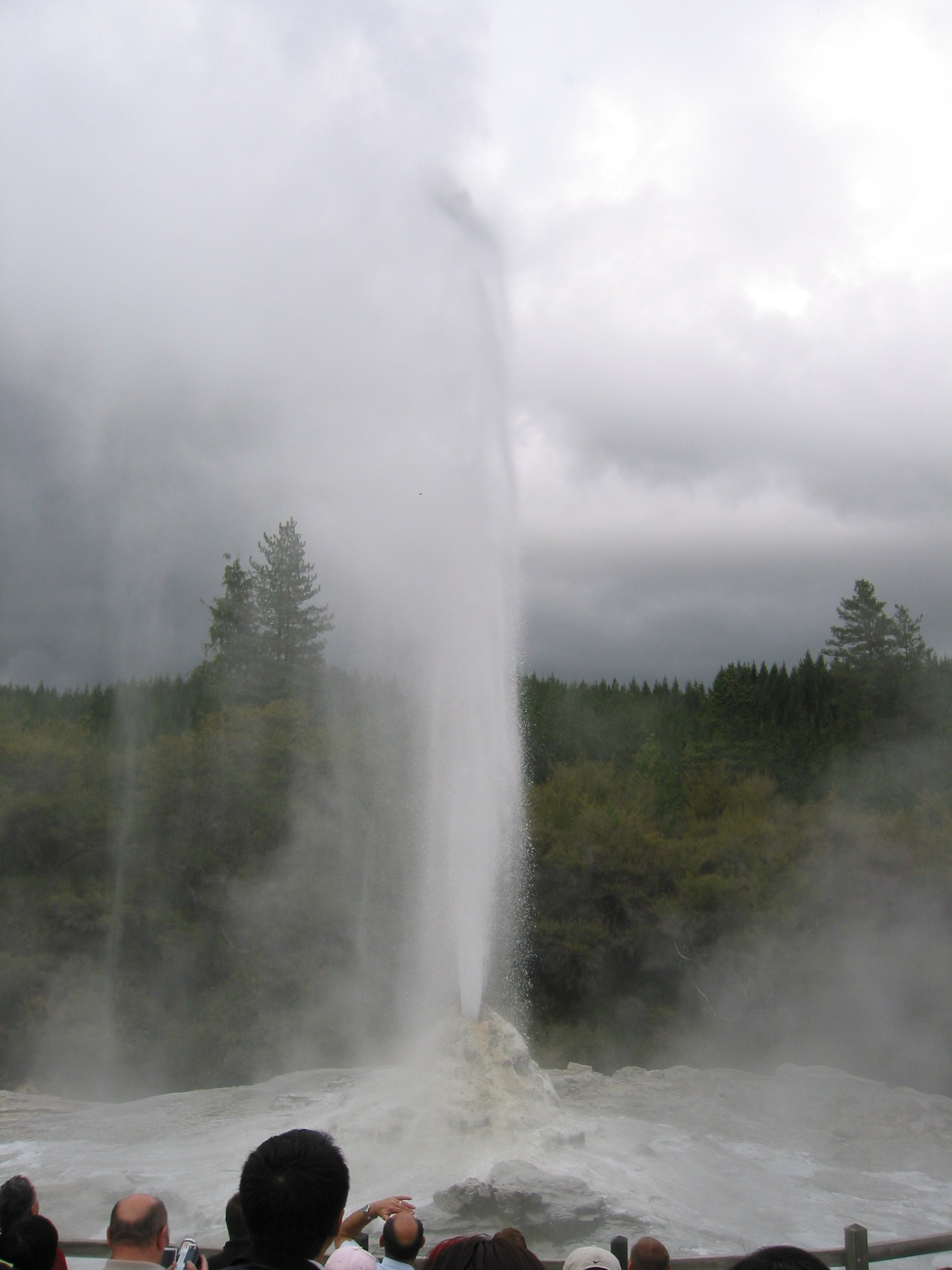
Lady Knox geiser in Waiotapu Thermal Wonderland

In de buurt van Rotorua op het Noordereiland van Nieuw-Zeeland ligt het geothermische gebied Wai-O-Tapu Thermal Wonderland. 
Wai-O-Tapu is Māori voor: heilige wateren.
Het park, dat tegen betaling toegankelijk is, omvat onder andere de betrouwbare Lady Knox geiser, die in 1904 naar de dochter van gouverneur-generaal lord Ranfurly werd genoemd. Deze geiser spuit iedere dag om 10:15 uur (door de mens beïnvloed) water en stoom tot 20 meter de lucht in. Daarnaast liggen in het park een aantal andere bezienswaardigheden zoals het Artist's Palette en de Champagne Pool.

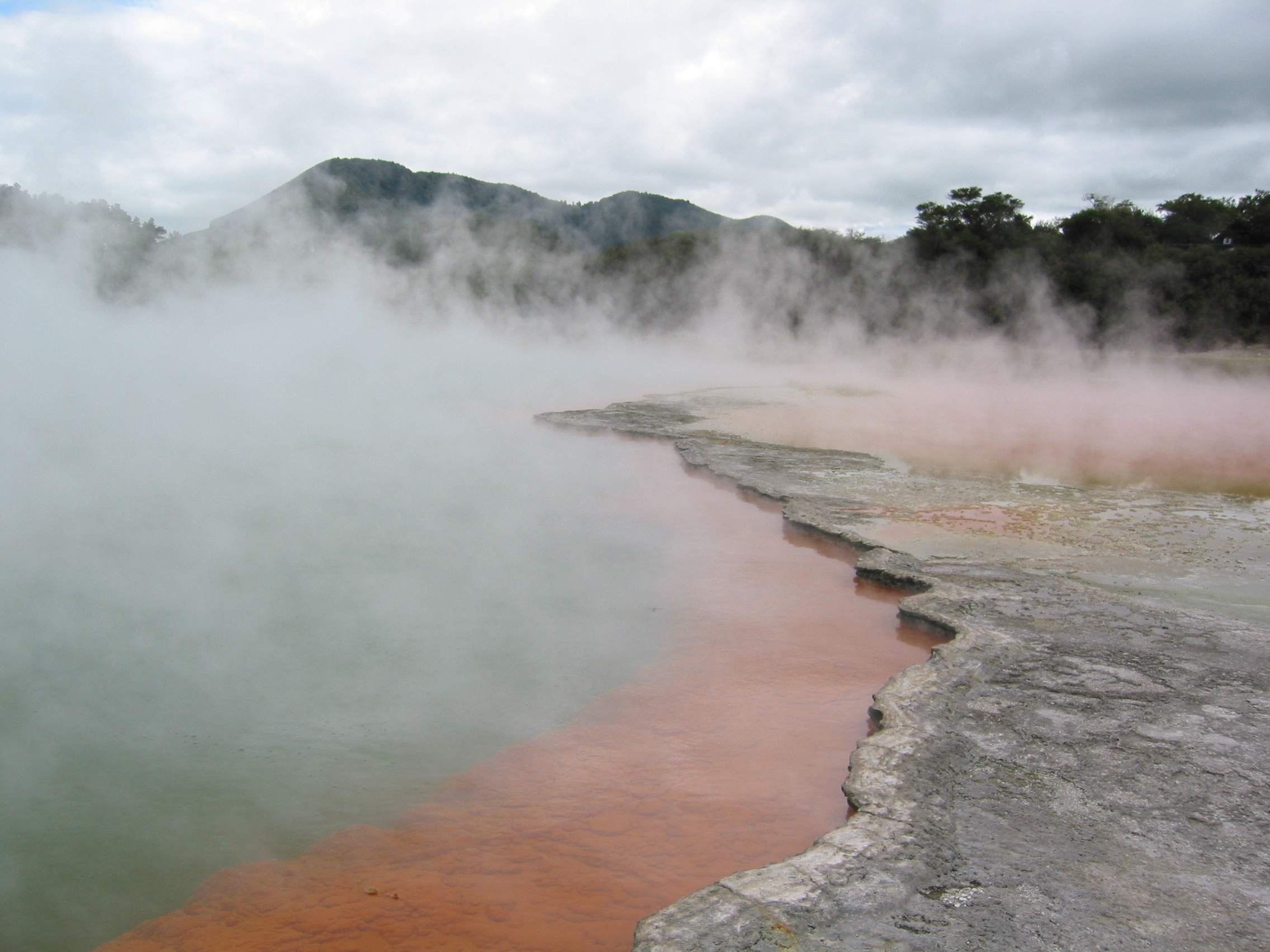
De Champagne Pool in Waiotapu Thermal Wonderland

Bij Wai-O-Tapu begint de  New Zealand State Highway 38. Deze loopt door het Kaingaroa Forest, gaat langs Murupara, en loopt dan als onverharde weg door de bergen van Te Urewera, langs het Waikaremoanameer naar Wairoa, aan de oever van Hawke Bay.